# Zulphis subfasciata
Zulphis subfasciata är en skalbaggsart som beskrevs av Leon Fairmaire 1893. Zulphis subfasciata ingår i släktet Zulphis och familjen långhorningar.
Artens utbredningsområde är Madagaskar. Inga underarter finns listade i Catalogue of Life.